# Będzin (jezioro)
Będzin – jezioro w województwie zachodniopomorskim, w powiecie pyrzyckim, w gminie Lipiany.
Jezioro położone jest około 1,5 km od wsi Osetna. W jego sąsiedztwie położone są również poszczególne części Osetny: Mierzawy i Mokronos. Jego głębokość maksymalna wynosi 15,4 m, a średnia - 4,4 m. Na jeziorze położone są dwie wyspy o łącznej powierzchni 1,97 km². Długość linii brzegowej jeziora wynosi 6475 m, a łączna długość brzegów wysp – 1775 m. Ogółem jezioro ma linię brzegową o długości 8250 m. Maksymalna długość zbiornika wynosi 3135 m, a szerokość – 710 m. 
Będzin zalicza się do jezior sielawowych pomimo tego, że produkcja sielawy w tym jeziorze wymaga zarybień. Zbiornik odznacza się dużą ilością roślinności podwodnej oraz przybrzeżnej.